# Russell Thaw
Pour les articles homonymes, voir Thaw.
Russell Thaw (né le 25 octobre 1910 à Berlin, mort le 6 mai 1984 à Santa Barbara en Californie), est un pilote d'avion américain, qui avait été enfant acteur. Il a été chef pilote pour la Famille Guggenheim et pilote d'essais pour Douglas Aircraft Company et a combattu pendant la seconde Guerre mondiale. Il est le fils unique de l'actrice et modèle Evelyn Nesbit et de son premier mari Harry Kendall Thaw, connu pour l'assassinat public de Stanford White en 1906, affaire qui avait eu à l'époque un grand retentissement.
Russel Thaw est le demi-cousin germain de William Thaw II et d'Alexander Blair Thaw II, pilotes militaires lors de la Première Guerre mondiale.

## Biographie

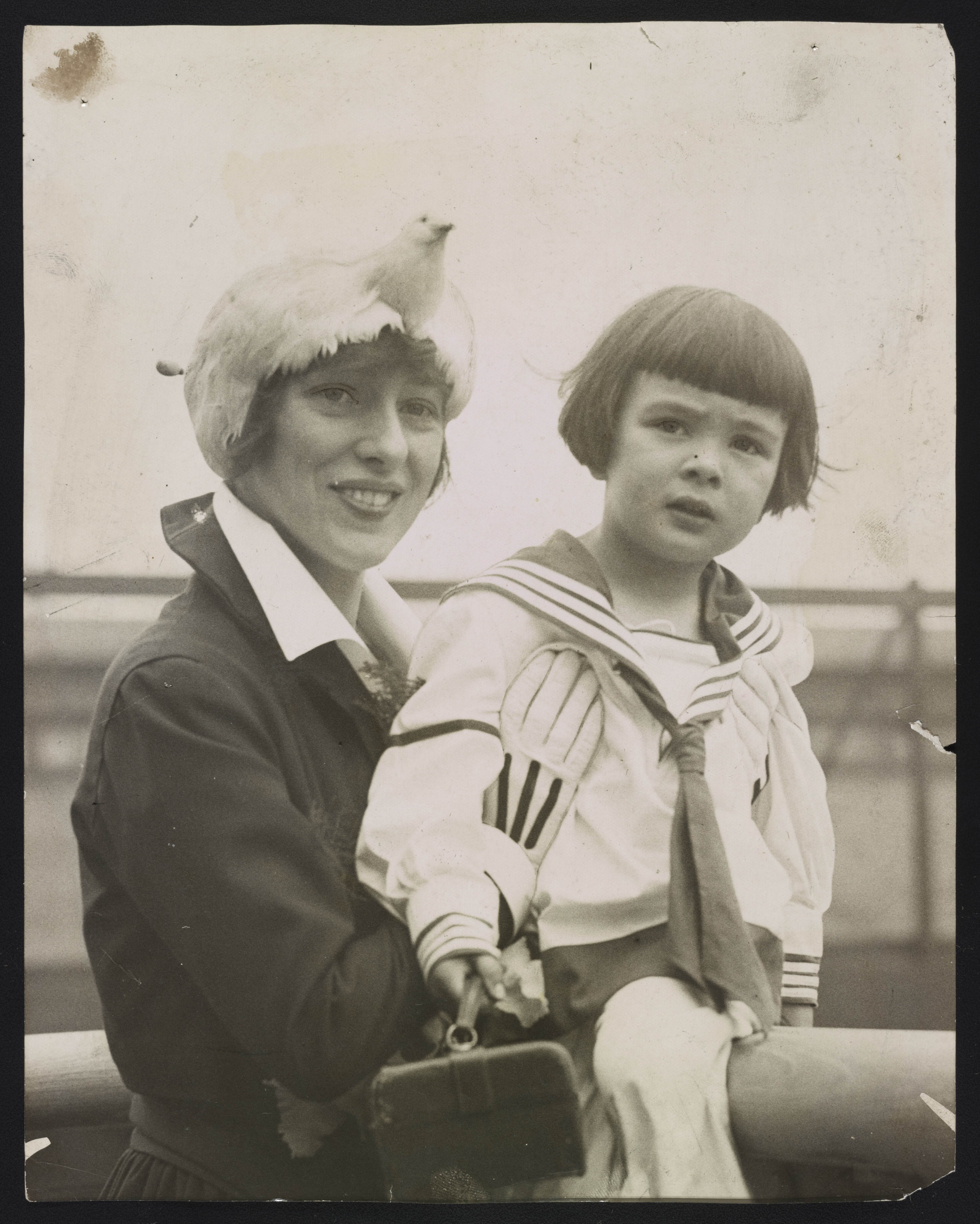
Russel Thaw avec sa mère en 1914.

Sa mère Evelyn a déclaré que Russell avait été conçu lors d'une de ses visites à son mari Harry Kendall Thaw qui purgeait sa peine de prison pour le meurtre de Stanford White à l'hôpital d'État de Matteawan pour les fous criminels, à Beacon, dans l'État de New York, ce que contestait Harry, mais elle a toujours affirmé cependant qu'il était bien le père. Evelyn a ensuite consacré sa vie à l'élever et à le protéger. Enfant, il a été acteur dans plusieurs films où sa mère était la vedette féminine. 
Par la suite il passe son brevet de pilotage et devient pilote d'essai. Il est chef pilote d'essais pour la famille  Guggenheim, et participe à des courses aériennes et des excursions financées par eux. Sur un Northrop Gamma équipé de moteurs Wright Cyclone, il termine troisième de la course entre Los Angeles et Cleveland en 1935. En décembre 1935 son avion s'écrase à Atlanta. Il a été pilote pour l'armée de l'air durant la seconde Guerre mondiale, et après la guerre il a été pilote d'essais pour Douglas Aircraft Company.

### Vie privée
Il se marie en 1936 avec Katherine Emily Roberts et déménage avec elle à White Plains (New York). Ils se séparent en 1939, et leur divorce est prononcé en 1941. Il se remarie et a trois enfants (deux garçons et une fille). Il meurt à Santa Barbara en 1984 à l'âge de 73 ans.

## Filmographie

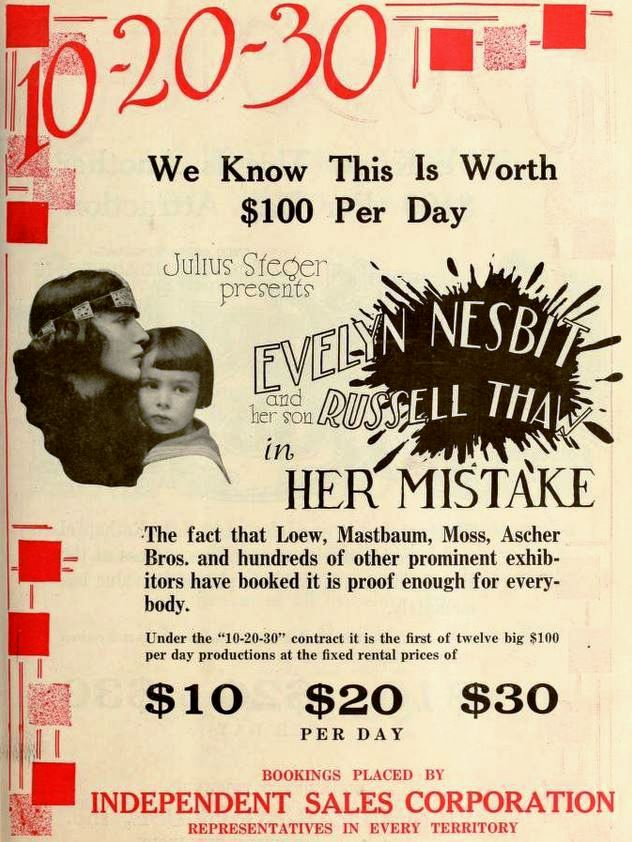
Affiche du film Her Mistake (1918).

- 1914 : Threads of Destiny de Joseph W. Smiley
- 1917 : Redemption de Julius Steiger et Joseph A. Golden
- 1918 : The Woman Who Gave de Kenean Buel
- 1918 : Her Mistake de Julius Steger
- 1918 : I Want to Forget de James Kirkwood
- 1922 : The Hidden Woman d'Allan Dwan